# Lijst van voetbalinterlands Mexico - Nieuw-Zeeland
Deze lijst van voetbalinterlands is een overzicht van alle officiële voetbalwedstrijden tussen de nationale teams van Mexico en Nieuw-Zeeland. De landen speelden tot op heden acht keer tegen elkaar, te beginnen met een vriendschappelijke interland die werd gespeeld op 20 augustus 1980 in Auckland. Het laatste duel, eveneens een vriendschappelijke wedstrijd, vond plaats op 7 september 2024 in Pasadena (Verenigde Staten).

## Wedstrijden
| № | Plaats      | Datum            | Competitie                   | Wedstrijd              | Uitslag |
| - | ----------- | ---------------- | ---------------------------- | ---------------------- | ------- |
| 1 | Auckland    | 20 augustus 1980 | Vriendschappelijk            | Nieuw-Zeeland – Mexico | 4 – 0   |
| 2 | Pasadena    | 4 maart 2010     | Vriendschappelijk            | Mexico – Nieuw-Zeeland | 2 – 0   |
| 3 | Denver      | 1 juni 2011      | Vriendschappelijk            | Mexico – Nieuw-Zeeland | 3 – 0   |
| 4 | Mexico-Stad | 13 november 2013 | WK 2014 kwalificatie         | Mexico – Nieuw-Zeeland | 5 – 1   |
| 5 | Wellington  | 20 november 2013 | WK 2014 kwalificatie         | Nieuw-Zeeland − Mexico | 2 − 4   |
| 6 | Nashville   | 8 oktober 2016   | Vriendschappelijk            | Nieuw-Zeeland − Mexico | 1 − 2   |
| 7 | Sotsji      | 21 juni 2017     | FIFA Confederations Cup 2017 | Mexico − Nieuw-Zeeland | 2 – 1   |
| 8 | Pasadena    | 7 september 2024 | Vriendschappelijk            | Mexico − Nieuw-Zeeland | 3 – 0   |

## Samenvatting
| Competitie              | Totaal gespeeld | Winst Mexico | Gelijk | Winst Nieuw-Zeeland | Doelsaldo Mexico – Nieuw-Zeeland |
| ----------------------- | --------------- | ------------ | ------ | ------------------- | -------------------------------- |
| WK-kwalificatie         | 2               | 2            | 0      | 0                   | 9 − 3                            |
| FIFA Confederations Cup | 1               | 1            | 0      | 0                   | 2 − 1                            |
| Vriendschappelijk       | 5               | 4            | 0      | 1                   | 10 − 5                           |
| Totaal                  | 8               | 7            | 0      | 1                   | 21 − 9                           |

## Details

### Tweede ontmoeting
| Mexico                             | 2 – 0 | Nieuw-Zeeland |
| Carlos Salcido 53' Carlos Vela 57' | goals |               |

### Vierde ontmoeting
| Mexico                                                                                   | 5 – 1 | Nieuw-Zeeland   |
| Paul Aguilar 32' Raúl Jiménez 40' Oribe Peralta 48' Oribe Peralta 80' Rafael Márquez 84' | goals | 85' Chris James |

### Vijfde ontmoeting
| Nieuw-Zeeland                          | 2 – 4 | Mexico                                                                |
| Chris James 80' (pen.) Rory Fallon 84' | goals | 14' Oribe Peralta 29' Oribe Peralta 33' Oribe Peralta 87' Carlos Peña |

### Zevende ontmoeting
| groepsfase FIFA Confederations Cup 2017 (scheidsrechter Bakary Gassama, Sotsji, 21 juni 2017):                                                                        |                 | |
| Mexico | 2 – 1           | Nieuw-Zeeland |
| Raúl Jiménez 54' (Marco Fabián) Oribe Peralta 72' (Javier Aquino) | goals (assists) | 42' Chris Wood (Clayton Lewis) |
| Juan Carlos Osorio | bondscoach      | Anthony Hudson |
| Alfredo Talavera Carlos Salcedo 33' Néstor Araujo Oswaldo Alanís 46' Giovani dos Santos Diego Reyes Marco Fabián Javier Aquino Jürgen Damm Raúl Jiménez Oribe Peralta | opstellingen    | Stefan Marinovic Michael Boxall Andrew Durante Tommy Smith 82' Dane Ingham Deklan Wynne 58' Clayton Lewis Michael McGlinchey Ryan Thomas 73' Marco Rojas Chris Wood |
| Héctor Moreno 33' 68' Héctor Herrera 46' Rafael Márquez 68' | wissels         | 58' Bill Tuiloma 73' Kosta Barbarouses 82' Monty Patterson |
| Héctor Herrera 90+4' Diego Reyes 90+5' | gele kaarten    | 26' Ryan Thomas 90+6' Michael Boxall |

FMF · A-internationals · Selecties · Bondscoaches · Statistieken · Mexicaans vrouwenelftal · Olympisch elftal · Mexico U21 · Mexico U20 · Mexico U19 · Mexico U18 · Mexico U17
1920 – 1949 ·
1950 – 1969 ·
1970 – 1979 ·
1980 – 1989 ·
1990 – 1999 ·
2000 – 2009 ·
2010 – 2019 ·
2020 – 2029
Copa América 1993 ·
Copa América 1995 ·
Copa América 1997 ·
Copa América 1999 ·
Copa América 2001 ·
Copa América 2004 ·
Copa América 2007 ·
Copa América 2011 ·
Copa América 2015 · 
Copa América 2016
WK 1930 ·
WK 1950 ·
WK 1954 ·
WK 1958 ·
WK 1962 ·
WK 1966 ·
WK 1970 ·
WK 1978 ·
WK 1986 ·
WK 1994 ·
WK 1998 ·
WK 2002 ·
WK 2006 ·
WK 2010 ·
WK 2014 · 
WK 2018
OS 1928 ·
OS 1948 ·
OS 1964 ·
OS 1968 ·
OS 1972 ·
OS 1976 ·
OS 1992 ·
OS 1996 ·
OS 2004 ·
OS 2012 ·
OS 2016 ·
OS 2020
1923 ·
1924–1927 ·
1928 ·
1929 ·
1930 ·
1931–1933 ·
1934 ·
1935 ·
1936 ·
1937 ·
1938 ·
1939–1946 ·
1947 ·
1948 ·
1949 ·
1950 ·
1951 ·
1952 ·
1953 ·
1954 ·
1955 ·
1956 ·
1957 ·
1958 ·
1959 ·
1960 ·
1961 ·
1962 ·
1963 ·
1964 ·
1965 ·
1966 ·
1967 ·
1968 ·
1969 ·
1970 · 
1971 · 
1972 · 
1973 · 
1974 · 
1975 · 
1976 · 
1977 · 
1978 · 
1979 · 
1980 · 
1981 · 
1982 · 
1983 · 
1984 · 
1985 · 
1986 · 
1987 · 
1988 · 
1989 · 
1990 · 
1991 · 
1992 · 
1993 · 
1994 · 
1995 · 
1996 · 
1997 · 
1998 · 
1999 · 
2000 · 
2001 · 
2002 · 
2003 · 
2004 · 
2005 · 
2006 · 
2007 · 
2008 · 
2009 · 
2010 · 
2011 · 
2012 · 
2013 · 
2014 · 
2015 · 
2016 ·
2017 ·
2018 ·
2019 ·
2020 ·
2021 ·
2022 ·
2023
Albanië ·
Algerije ·
Angola ·
Argentinië ·
Australië ·
België ·
Belize ·
Bermuda ·
Bolivia ·
Bosnië en Herzegovina ·
Brazilië ·
Bulgarije ·
Canada ·
Chili ·
China ·
Colombia ·
Congo-Kinshasa ·
Costa Rica ·
Cuba ·
Curaçao ·
DDR ·
Denemarken ·
Dominica ·
Duitsland ·
Ecuador ·
Egypte ·
El Salvador ·
Engeland ·
Estland ·
Fiji ·
Finland ·
Frankrijk ·
Gambia ·
Ghana ·
Griekenland ·
Guatemala ·
Guyana ·
Haïti ·
Honduras ·
Hongarije ·
Ierland ·
IJsland ·
Irak ·
Iran ·
Israël ·
Italië ·
Ivoorkust ·
Jamaica ·
Japan ·
Joegoslavië ·
Kameroen ·
Kroatië ·
Liberia ·
Luxemburg ·
Marokko ·
Martinique ·
Nederland ·
Nederlandse Antillen ·
Nicaragua ·
Nieuw-Zeeland ·
Nigeria ·
Noord-Ierland ·
Noord-Korea ·
Noorwegen ·
Oekraïne ·
Oezbekistan ·
Panama ·
Paraguay ·
Peru ·
Polen ·
Portugal ·
Qatar ·
Roemenië ·
Rusland ·
Saint Kitts en Nevis ·
Saint Vincent en de Grenadines ·
Saoedi-Arabië ·
Schotland ·
Senegal ·
Servië ·
Slovenië ·
Slowakije ·
Sovjet-Unie ·
Spanje ·
Suriname ·
Trinidad en Tobago ·
Tsjechië ·
Tsjecho-Slowakije ·
Tunesië ·
Uruguay ·
Venezuela ·
Verenigde Staten ·
Wales ·
Wit-Rusland ·
Zuid-Afrika ·
Zuid-Korea ·
Zweden ·
Zwitserland
Angola (2006) ·
Argentinië (2006) ·
Brazilië (1999) ·
Brazilië (2014) ·
Brazilië (2018) ·
Duitsland (2018) ·
Frankrijk (2010) ·
Iran (2006) ·
Kameroen (2014) ·
Kroatië (2014) ·
Nederland (2014) ·
Portugal (2006) ·
Uruguay (2010) ·
Zuid-Afrika (2010) ·
Zuid-Korea (2018) ·
Zweden (2018)
NZF · A-internationals · Bondscoaches · Statistieken · N-Zeelands vrouwenelftal · Olympisch elftal · N-Zeeland U21 · N-Zeeland U20 · N-Zeeland U19 · N-Zeeland U18 · N-Zeeland U17
1920 – 1949 ·
1950 – 1959 ·
1960 – 1969 ·
1970 – 1979 ·
1980 – 1989 ·
1990 – 1999 ·
2000 – 2009 ·
2010 – 2019 ·
2020 − 2029
WK 1982 ·
WK 2010
OS 2008 ·
OS 2012 ·
OS 2020
1922 · 
1923 · 
1924 · 
1925–1926 ·
1927 · 
1928–1932 ·
1933 · 
1934–1935 ·
1936 · 
1937 · 
1938–1945 ·
1946 · 
1947 · 
1948 · 
1949–1950 ·
1951 · 
1952 · 
1953 ·
1954 · 
1955 · 
1956 ·
1957 · 
1958 · 
1959 · 
1960 · 
1961 · 
1962 · 
1963 ·
1964 · 
1965–1966 ·
1967 · 
1968 · 
1969 · 
1970 · 
1971 · 
1972 · 
1973 · 
1975 · 
1976 · 
1977 · 
1978 · 
1979 · 
1980 · 
1981 · 
1982 · 
1983 · 
1984 · 
1985 · 
1986 · 
1987 · 
1988 · 
1989 · 
1990 · 
1991 · 
1992 · 
1993 · 
1994 · 
1995 · 
1996 · 
1997 · 
1998 · 
1999 · 
2000 · 
2001 · 
2002 · 
2003 · 
2004 · 
2005 · 
2006 · 
2007 · 
2008 · 
2009 · 
2010 · 
2011 · 
2012 · 
2013 ·
2014 ·
2015 ·
2016 ·
2017 ·
2018 ·
2019 ·
2020 ·
2021 ·
2022 ·
2023 ·
2024
Australië ·
Bahrein ·
Botswana ·
Brazilië ·
Canada ·
Chili ·
China ·
Colombia ·
Congo-Kinshasa ·
Cookeilanden ·
Costa Rica ·
Curaçao ·
Duitsland ·
Egypte ·
El Salvador ·
Engeland ·
Estland ·
Fiji ·
Frankrijk ·
Gambia ·
Georgië ·
Ghana ·
Griekenland ·
Honduras ·
Hongarije ·
Ierland ·
India ·
Indonesië ·
Irak ·
Iran ·
Israël ·
Italië ·
Jamaica ·
Japan ·
Jordanië ·
Kenia ·
Koeweit ·
Libanon ·
Litouwen ·
Maleisië ·
Marokko ·
Mexico ·
Myanmar ·
Nieuw-Caledonië ·
Noord-Ierland ·
Noorwegen ·
Oezbekistan ·
Oman ·
Papoea-Nieuw-Guinea ·
Paraguay ·
Peru ·
Polen ·
Portugal ·
Qatar ·
Rusland ·
Salomonseilanden ·
Samoa ·
Saoedi-Arabië ·
Schotland ·
Servië ·
Singapore ·
Slovenië ·
Slowakije ·
Soedan ·
Sovjet-Unie ·
Spanje ·
Tahiti ·
Taiwan ·
Tanzania ·
Thailand ·
Trinidad en Tobago ·
Tunesië ·
Turkije ·
Uruguay ·
Vanuatu ·
Venezuela ·
Verenigde Arabische Emiraten ·
Verenigde Staten ·
Wales ·
Wit-Rusland ·
Zuid-Afrika ·
Zuid-Korea ·
Zuid-Vietnam ·
Zweden
Italië (2010) ·
Schotland (1982) · 
Slowakije (2010)